# Zlatá Přilba w Pardubicach 2006

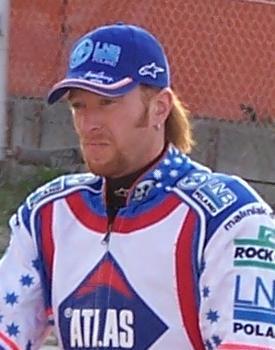
Zwycięzca turnieju

LVIII Turniej żużlowy – Zlatá Přilba odbył się 14-15 października 2006 roku.

## Lista startowa
1. Scott Nicholls
2. Joachim Kugelmann
3. Attila Stefani
4. Richard Wolff
5. Leigh Adams
6. Jason Crump
7. Steve Johnston
8. Hans Niklas Andersen
9. Kenneth Bjerre
10. Nicki Pedersen
11. Jannick de Jong
12. Jurica Pavlic
13. Mattia Carpanese
14. Alessandro Milanesse
15. Guglielmo Franchetti
16. Sándor Tihanyi
17. Jaroslav Petrák
18. Christian Hefenbrock
19. Krzysztof Kasprzak
20. Sebastian Ułamek
21. Roberto Haupt
22. Fritz Wallner
23. Izak Šantej
24. Jernej Kolenko
25. Fredrik Lindgren
26. Matěj Kůs
27. Jesper Bruun Jensen
28. Andrij Karpow
29. Robert Barth
30. Marian Jirout
31. Josef Franc
32. Stanisław Burza
33. Filip Šitera
34. Hynek Štichauer
35. Luboš Tomíček
36. Zbigniew Suchecki

Rezerwowy:
1. Pavel Fuksa

## Biegi eliminacyjne

### Grupa 1
| Msc. | Zawodnik             | Kraj     | Pkt |         |  |
| ---- | -------------------- | -------- | --- | ------- |  |
| 1    | Filip Šitera         | Czechy   | 10  | (5,5,-) |  |
| 2    | Izak Šantej          | Słowenia | 9   | (1,4,5) |  |
| 3    | Alessandro Milanesse | Włochy   | 7   | (4,2,3) |  |
| 4    | Attila Stefani       | Węgry    | 7   | (3,1,4) |  |
| 5    | Roberto Haupt        | Niemcy   | 5   | (2,3,2) |  |
| 6    | Jaroslav Petrák      | Czechy   | 0   | (0,-,-) |  |

Awans: 3 do Ćwierćfinałów

### Grupa 2
| Msc. | Zawodnik          | Kraj     | Pkt |         |  |
| ---- | ----------------- | -------- | --- | ------- |  |
| 1    | Stanisław Burza   | Polska   | 10  | (5,3,5) |  |
| 2    | Marian Jirout     | Czechy   | 8   | (3,5,-) |  |
| 3    | Fredrik Lindgren  | Szwecja  | 8   | (4,4,-) |  |
| 4    | Zbigniew Suchecki | Polska   | 6   | (2,1,4) |  |
| 5    | Jannick de Jong   | Holandia | 5   | (0,2,3) |  |
| 6    | Fritz Wallner     | Austria  | 1   | (1,0,0) |  |

Awans: 3 do Ćwierćfinałów

### Grupa 3
| Msc. | Zawodnik           | Kraj     | Pkt |         |  |
| ---- | ------------------ | -------- | --- | ------- |  |
| 1    | Krzysztof Kasprzak | Polska   | 10  | (3,5,5) |  |
| 2    | Jernej Kolenko     | Słowenia | 9   | (5,4,2) |  |
| 3    | Robert Barth       | Niemcy   | 6   | (2,3,3) |  |
| 4    | Josef Franc        | Czechy   | 5   | (4,1,0) |  |
| 5    | Mattia Carpanesse  | Włochy   | 4   | (-,0,4) |  |
| 6    | Joachim Kugelmann  | Niemcy   | 3   | (1,2,1) |  |

Awans: 3 do Ćwierćfinałów

### Grupa 4
| Msc. | Zawodnik             | Kraj      | Pkt |         |  |
| ---- | -------------------- | --------- | --- | ------- |  |
| 1    | Jurica Pavlic        | Chorwacja | 10  | (5,5,0) |  |
| 2    | Luboš Tomíček        | Czechy    | 8   | (4,4,-) |  |
| 3    | Sándor Tihanyi       | Węgry     | 7   | (2,2,5) |  |
| 4    | Steve Johnston       | Australia | 7   | (3,3,4) |  |
| 5    | Andrij Karpow        | Ukraina   | 4   | (1,1,3) |  |
| 6    | Guglielmo Franchetti | Włochy    | 2   | (0,0,2) |  |

Awans: 3 do Ćwierćfinałów

## Ćwierćfinały

### Grupa 1
| Msc. | Zawodnik             | Kraj            | Pkt |         |  |
| ---- | -------------------- | --------------- | --- | ------- |  |
| 1    | Hans Niklas Andersen | Dania           | 8   | (3,5,-) |  |
| 2    | Scott Nicholls       | Wielka Brytania | 8   | (5,3,-) |  |
| 3    | Marian Jirout        | Czechy          | 8   | (4,4,-) |  |
| 4    | Robert Barth         | Niemcy          | 7   | (1,2,5) |  |
| 5    | Filip Šitera         | Czechy          | 5   | (2,1,3) |  |
| 6    | Christian Hefenbrock | Niemcy          | 4   | (0,0,4) |  |

Awans: 3 do Półfinałów

### Grupa 2
| Msc. | Zawodnik         | Kraj      | Pkt |         |  |
| ---- | ---------------- | --------- | --- | ------- |  |
| 1    | Nicki Pedersen   | Dania     | 10  | (5,5,-) |  |
| 2    | Fredrik Lindgren | Szwecja   | 9   | (4,4,5) |  |
| 3    | Jurica Pavlic    | Chorwacja | 7   | (3,2,4) |  |
| 4    | Hynek Štichauer  | Czechy    | 5   | (2,1,3) |  |
| 5    | Izak Šantej      | Słowenia  | 4   | (1,3,1) |  |
| 6    | Richard Wolff    | Czechy    | 2   | (0,0,2) |  |

Awans: 3 do Półfinałów

### Grupa 3
| Msc. | Zawodnik             | Kraj      | Pkt |         |  |
| ---- | -------------------- | --------- | --- | ------- |  |
| 1    | Leigh Adams          | Australia | 10  | (5,5,4) |  |
| 2    | Kenneth Bjerre       | Dania     | 9   | (2,4,5) |  |
| 3    | Krzysztof Kasprzak   | Polska    | 7   | (4,3,3) |  |
| 4    | Luboš Tomíček        | Czechy    | 5   | (3,2,2) |  |
| 5    | Alessandro Milanesse | Włochy    | 2   | (1,0,1) |  |
| 6    | Matěj Kůs            | Czechy    | 1   | (0,1,0) |  |

Awans: 3 do Półfinałów

### Grupa 4
| Msc. | Zawodnik            | Kraj      | Pkt |         |  |
| ---- | ------------------- | --------- | --- | ------- |  |
| 1    | Jason Crump         | Australia | 10  | (5,5,5) |  |
| 2    | Jesper Bruun Jensen | Dania     | 7   | (2,4,3) |  |
| 3    | Sebastian Ułamek    | Polska    | 6   | (1,2,4) |  |
| 4    | Jernej Kolenko      | Słowenia  | 6   | (3,3,d) |  |
| 5    | Stanisław Burza     | Polska    | 5   | (4,1,-) |  |
| 6    | Sándor Tihanyi      | Węgry     | 2   | (0,0,2) |  |

Awans: 3 do Półfinałów

## Półfinały

### Grupa 1
| Msc. | Zawodnik             | Kraj      | Pkt |         |  |
| ---- | -------------------- | --------- | --- | ------- |  |
| 1    | Jason Crump          | Australia | 9   | (4,2,5) |  |
| 2    | Sebastian Ułamek     | Polska    | 9   | (0,5,4) |  |
| 3    | Hans Niklas Andersen | Dania     | 9   | (5,4,-) |  |
| 4    | Kenneth Bjerre       | Dania     | 6   | (3,1,3) |  |
| 5    | Fredrik Lindgren     | Szwecja   | 5   | (1,3,2) |  |
| 6    | Marian Jirout        | Czechy    | 3   | (2,0,1) |  |

Awans: 3 do Wielkiego Finału

Awans: 3 do Małego Finału

### Grupa 2
| Msc. | Zawodnik            | Kraj            | Pkt |         |  |
| ---- | ------------------- | --------------- | --- | ------- |  |
| 1    | Nicki Pedersen      | Dania           | 9   | (5,3,4) |  |
| 2    | Leigh Adams         | Australia       | 9   | (4,5,-) |  |
| 3    | Krzysztof Kasprzak  | Polska          | 7   | (2,1,5) |  |
| 4    | Scott Nicholls      | Wielka Brytania | 7   | (3,4,3) |  |
| 5    | Jesper Bruun Jensen | Dania           | 4   | (1,2,2) |  |
| 6    | Jurica Pavlic       | Chorwacja       | 1   | (0,0,1) |  |

Awans: 3 do Wielkiego Finału

Awans: 3 do Małego Finału

## Mały Finał
| Msc. | Zawodnik            | Kraj            | Pkt |  |  |
| ---- | ------------------- | --------------- | --- |  |  |
| 1    | Kenneth Bjerre      | Dania           |     |  |  |
| 2    | Fredrik Lindgren    | Szwecja         |     |  |  |
| 3    | Marian Jirout       | Czechy          |     |  |  |
| 4    | Jurica Pavlic       | Chorwacja       |     |  |  |
| 5    | Scott Nicholls      | Wielka Brytania |     |  |  |
| 6    | Jesper Bruun Jensen | Dania           |     |  |  |

## Wielki Finał
| Msc. | Zawodnik             | Kraj      | Pkt |  |  |
| ---- | -------------------- | --------- | --- |  |  |
| 1    | Jason Crump          | Australia |     |  |  |
| 2    | Hans Niklas Andersen | Dania     |     |  |  |
| 3    | Nicki Pedersen       | Dania     |     |  |  |
| 4    | Sebastian Ułamek     | Polska    |     |  |  |
| 5    | Krzysztof Kasprzak   | Polska    |     |  |  |
| 6    | Leigh Adams          | Australia |     |  |  |